# Parascutigera aequispinata
Parascutigera aequispinata är en mångfotingart som beskrevs av Ribaut 1923. Parascutigera aequispinata ingår i släktet Parascutigera och familjen spindelfotingar.
Artens utbredningsområde är Nya Kaledonien. Inga underarter finns listade i Catalogue of Life.